# Conseil économique et social (Tunisie)
Pour les articles homonymes, voir Conseil économique et social.

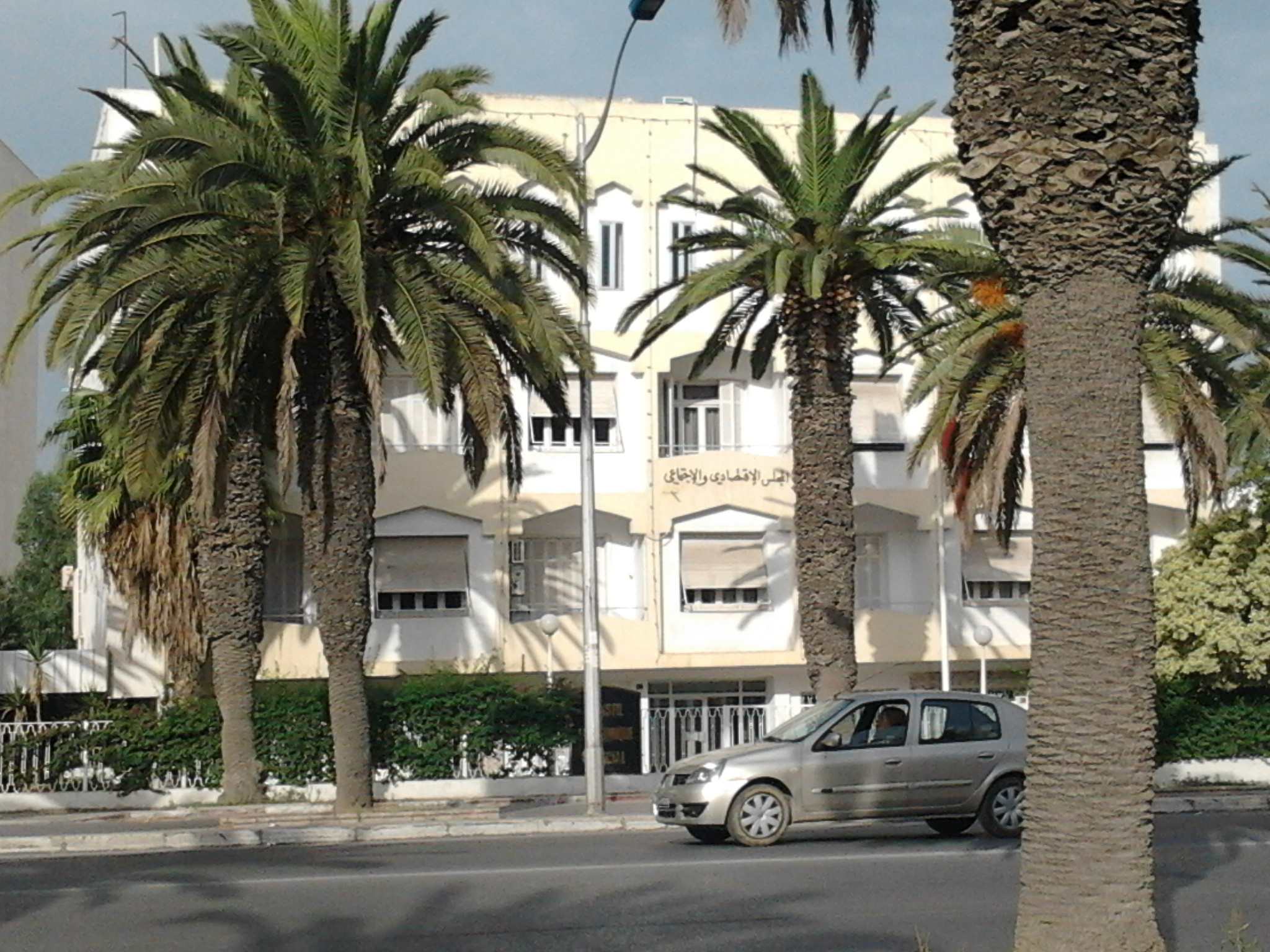
Siège du Conseil économique et social sur l'avenue Mohammed-V à Tunis.

Le Conseil économique et social (CES) est une institution consultative tunisienne créée par l'article 70 de la Constitution du 1er juin 1959 et supprimée par la Constitution du 10 février 2014.
Administrativement rattachée au Premier ministère, elle est la plus première institution de ce genre créée en Afrique et dans le monde arabe. Fondée en 1961, son premier président est Ezzeddine Abassi, qui la préside jusqu'en 1969 et puis de 1973 à 1975. Son dernier président, Sadok Chaâbane, est nommé le 22 mars 2007 en remplacement de Dali Jazi mort le 9 mars de la même année.
Son siège se trouve sur l'avenue Mohammed-V à Tunis.

## Historique
Prévue par la Constitution de 1959, le Conseil économique et social est créé en vertu du décret-loi du 19 janvier 1961. L'assemblée constituante consacre deux séances au sujet du CES, les 6 novembre 1958 et 9 février 1959. L'article consacré au CES porte le numéro 59, avant de devenir le numéro 70 après l'amendement de la Constitution par la loi constitutionnelle no 76-37 au 8 avril 1976. Il comprend alors trente membres, nommés par décret pour cinq ans, représentant les salariés, les entreprises industrielles et les personnes « expertes ».
Le 9 avril 1965, après la fondation un an auparavant du Parti socialiste destourien, la loi no 65-9 modifie l'article 4 du décret-loi no 61-1 du 16 janvier 1961 : le nombre de membres passe alors à 37, dans le but d'inclure également sept membres représentant le secteur coopératif. Plus tard, en 1970, le CES passe à 42 membres ; les représentants du secteur coopératif sont alors remplacés par des représentants des secteurs agricole et des services, des organisations de consommateurs et des organisations de jeunesse. En 1983, le conseil passe à 68 membres.
La loi organique no 88-11 du 11 mars 1988 fait passer sa composition de 68 à 117 membres, représentant la société civile et les régions. Les membres se répartissent de la façon suivante : 
- les organisations professionnelles : 26 ;
- les organisations nationales, les associations et les professions libérales : 19 ;
- les régions : 24 (un par gouvernorat) ;
- l'administration et les entreprises publiques : 18 ;
- les personnes « qualifiées » : trente.

Par ailleurs, l'institution comprend cinq commissions permanentes, au lieu de deux précédemment. Ces commissions sont les suivantes :
- Commission de l'éducation, de la jeunesse et de la culture[7] ;
- Commission économique, financière et de la conjoncture[8] ;
- Commission de la santé, du travail et des affaires sociales[9] ;
- Commission de la coopération et des relations extérieures[10] ;
- Commission de l'agriculture et du développement régional[11].

Plus tard, la loi organique no 90-75 du 7 août 1990, modifiant et complétant la loi organique no 88-11 de 1988, est amendée essentiellement pour garantir davantage d'efficacité à l'action du Conseil économique et social.
Le CES est dissous en vertu du décret-loi du 23 mars 2011 portant organisation provisoire des pouvoirs publics puis supprimée par la Constitution du 10 février 2014.

## Attributions
Le CES est prévu l'article 70 de la Constitution de 1959 qui l'évoque en ces termes : 
« Le Conseil économique et social est un organe consultatif en matière économique et sociale. Sa composition et ses rapports avec la Chambre des députés et la Chambre des conseillers sont fixés par la loi. »
L'institution est obligatoirement consultée sur les projets de loi à caractère économique et social, les textes amendant ces projets de loi, sur le plan de développement, sur les rapports d'exécution du plan, sur la conjoncture économique et sur les budgets économiques ; le gouvernement et la Chambre des députés peuvent aussi le consulter sur d'autres projets de lois. Le CES peut également examiner de lui-même des questions économiques et sociales et donner son avis sur le sujet, appeler le gouvernement à des réformes qui lui semblent opportunes ou transmettre des rapports au président de la République.
Le conseil entretient par ailleurs des « relations d'amitié avec des institutions similaires représentant les pays frères et amis », dont l'Algérie, la Belgique, le Bénin, le Burkina Faso, la Chine, la Corée du Sud, la Côte d'Ivoire, l'Espagne, la France, le Gabon, la Grèce, la Guinée, l'Italie, le Liban, le Luxembourg, le Mali, le Maroc (jusqu'en 2000), le Portugal, la Slovénie, le Sénégal et l'Union européenne. Le CES est aussi membre fondateur de l'Association internationale des conseils économiques et sociaux et institutions similaires, dont il est aussi membre du conseil d'administration. Il est enfin membre fondateur de l'Union des conseils économiques et sociaux d'Afrique en 1994.